# Rómulo Herrera
Rómulo Herrera Justiniano (Santa Cruz de la Sierra, 1898 - 4 de noviembre de 1940 en Roboré) fue un dramaturgo, ensayista y educador boliviano que era abogado de profesión y estudió en la Universidad Autónoma Gabriel René Moreno (UAGRM). Fue hijo de Rómulo Herrera Aponte y Zoila Justiniano Landívar, ambos también nacidos en Santa Cruz de la Sierra, Bolivia.

## Vida
Herrera estudió derecho y se tituló en 1921. En 1922 dirigió en Santa Cruz el diario ‘El autonomista’. Tuvo actividad municipal y fue diputado nacional entre 1931 y 1932. Participó de la Guerra del Chaco, y a su retorno fundó el diario ‘La Nación’ (1936).
Posteriormente fue decano de la Facultad de Derecho y rector de la UAGRM en 1939. Durante su gestión se crearon las primeras facultades de Comercio, Derecho y Ciencias Agropecuarias para la formación de los primeros profesionales en esas áreas. Así mismo, fue construido en 1940 el edificio central de la UAGRM, en la esquina de las calles Junín y Libertad de la ciudad de Santa Cruz.
Fue un vocero del integracionismo boliviano, basado desde su ciudad natal, Santa Cruz de la Sierra.
Herrera murió junto a su esposa Blanca Catera en el accidente aéreo del trimotor Juan del Valle del Lloyd Aéreo Boliviano el 4 de noviembre de 1940, en un vuelo oficial de ida a un acto de inauguración de las obras por el ferrocarril Santa Cruz-Corumbá.

## Obras y ensayos
- "La cuestión del Chaco Boreal" (1928).
- "El sentimiento bolivianista del pueblo de Santa Cruz" (1936).
- "Origen y evolución histórica de la doctrina socialista" (1936).
- "La pena de muerte. Estudio jurídico" (1940).

## Memoria
Hoy en día, en la ciudad de Santa Cruz de la Sierra, el edificio central de la UAGRM lleva el nombre del exrector Rómulo Herrera Justiniano. Así mismo hay una calle que lleva el nombre de Dr. Rómulo Herrera en Santa Cruz, y también en la localidad de Roboré de la provincia Chiquitos.
También en su memoria, la UAGRM publicó cinco libros suyos en un solo tomo y nombró una calle importante del Campus Universitario en su honor.